# 圣迭戈动物园
圣迭戈动物园（英語：San Diego Zoo）位于美国加利福尼亚州圣迭戈的巴尔波亚公园，是全球规模最大的动物园之一，飼養着680余种、超过12000只动物。它也是全球少数拥有大熊猫的公园之一。它由非营利组织圣迭戈动物学会（Zoological Society of San Diego）运营，占地面积为43公顷。
圣迭戈动物园是美国动物园和水族馆协会（Association of Zoos and Aquariums）与美国博物馆协会（American Association of Museums）的认证会员，美国动物协会（Zoological Association of America）的会员。
YouTube上的第一部影片「我在動物園」就是於圣迭戈動物園錄製的。